# World Wide Technology Raceway
Pour les articles homonymes, voir GIR.
Le Gateway Motorsports Park , également appelé World Wide Technology Raceway par contrat de nommage depuis 2018, est un ovale américain basé à Madison dans l'Illinois, dans la banlieue de Saint-Louis. D'une longueur de 1,25 mile (2 km), il peut accueillir 65 000 spectateurs assis. 
Depuis le 28 août 2017 le tracé accueille à nouveau une course d'IndyCar Series, l'ovale était sorti du calendrier en 2003.

## Courses actuelles
- NASCAR Nationwide Series
- NASCAR Camping World Truck Series
- IndyCar Series